# Tequila Sunrise
Tequila Sunrise (angleško tekila sončni vzhod) je sladek sadni alkoholni koktajl. Svoje ime ima po barvnih odtenkih od zgornje rumeno-oranžno preko oranžne do oranžno-rdeče (spodaj).
Sestavine:
- 1 del tequile
- 3 deli pomarančnega soka
- 1 kanček grenadine
- kanček soka limete ali limone (po želji)
- 1 – 2 kocke ledu (po želji)

Priprava:
- pripravlja se praviloma v visokem ozkem kozarcu. Najprej nalijte tequilo in pomarančni sok in ju zmešajte,
- nagnite kozarec in previdno dolijte kanec grenadina. Ta sede na dno.
- če dodate limonin ali limetin sok, ga vlijte previdno pri pokončnem kozarcu v sredino (lahko si pomagate z žlico, ki jo držite tik nad površino). Ta sok se ne sme zmešati z ostalo vsebino,
- previdno potresite kozarec, da dobite prehode barv in postrezite z rezino pomaranče na robu kozarca (lahko dodate tudi slamico).